# متيم أحمر الرأس
المُتَيَّم أحمر الرأس (الاسم العلمي: Agapornis pullarius) هو طائر ينتمي إلى فصيلة ببغاوات العالم القديم. وهو أحد أعضاء جنس المُتَيَّم، ويتخذ من إفريقيا موطنًا له مثل باقي أنواع جنسه.

## الوصف
يبلغ طول المتيم أحمر الرأس نحو 15 سنتيمترا، أغلب جسده أخضر اللون. من أبرز علامات هذا الطائر أنه له جبهة حمراء تمتد من المنقار إلى الجبهة، وحتى الخدين. وله قدمان رماديتان. كما أن أسفل الجناحين ملون باللون الأخضر الفاتح. وتتلون رأس الأنثى باللون البرتقالي، ما يميزها عن الذكر الذي عادةً ما يكون رأسه حمراء. الذكر البالغ من هذه الطيور لديه منقار أحمر، في حين أن منقار الأنثى يكون أحمر فاتح.